# 百合是我的工作！
《百合是我的工作！》是未幡所創作的日本漫畫，於2016年11月18日發售的Comic百合姬2017年1月號開始連載。改編電視動畫於2023年4月6日至6月22日播映。

## 故事大綱
女高中生白木陽芽給外界的形象是樂於助人的天使，但實際上她的個性自私自利。因此當她不小心讓咖啡廳店長舞受傷時，為了維持形象，她便為對方代班。陽芽開始在名為「莉貝女子學園」的主題咖啡廳擔任服務生，這間咖啡廳的女服務生都必須角色扮演成虛構寄宿學園的學生，並且需演出百合情節。在工作期間，陽芽發現自己深受另一位店員綾小路美月吸引。不過，在顧客離去後，陽芽才發現美月對顧客的溫柔表現只是工作所需，而實際上的美月難以親近。

## 登場人物
登場人物名稱以「本名／咖啡廳化名」表示。
白木陽芽／白鷺陽芽（聲：小倉唯）
夢想跟億萬富翁結婚，因而在外一直裝成人見人愛的形象。雖然非常受歡迎，但拒絕了全部對她的告白。因使舞“受傷”，而被迫在「莉貝女子學園」主題咖啡廳擔任服務生。
矢野美月／綾小路美月（聲：上坂堇）
陽芽在「莉貝女子學園」的學姐，在咖啡廳裏的設定是温柔的學姐。因被陽芽喚作「姐姐大人」而被迫跟她立下姐妹契約。
與陽芽是小學的同班同學，和陽芽一起负责过合唱表演的钢琴伴奏，但是陽芽在表演前放弃了伴奏，所以揭穿了陽芽骗人的事实。從小學時就喜歡上陽芽，在漫畫第29話對陽芽告白。
間宮果乃子／雨宮果乃子（聲：田中美海）
陽芽在學校的同學。因擔心陽芽而前往「莉貝女子學園」，並在之後成為那裏的店員。喜歡陽芽。
知花純加／橘純加（聲：小市真琴）
「莉貝女子學園」初期成員。高中3年級生。在咖啡廳裏的設定是戴眼鏡的帥氣學姐，實際上是辣妹。
曾经是宁宁的姐姐，契约打破后與果乃子立下姐妹契約，喜歡果乃子，在漫畫第51話被果乃子告白而開始交往，又於漫畫第64話向果乃子提出分手。
小柴舞／御子柴舞（聲：田村由香里）
「莉貝女子學園」店長，也是咖啡厅的接待员。
西寺寧寧／西園寺寧寧（聲：瀨戶麻沙美）
「莉貝女子學園」初期成員。跟純加有過立下姐妹契約關係，是純加的前妹妹，之后喜欢上了五影堂所以和純结束了姐妹关系。被五影堂甩后将不再接待客人，而是管理后厨。
喜歡純加，在漫畫第55話跟純加坦白自己喜歡過純加最後被拒絕。
後藤葉子／五影堂葉子（聲：伊藤靜）

## 出版書籍
| 卷數 | 日本（一迅社） | 日本（一迅社）                                                   | 臺灣（東立出版社） | 臺灣（東立出版社）     |
| 卷數 | 發售日期       | ISBN                                                             | 發售日期           | ISBN                   |
| ---- | -------------- | ---------------------------------------------------------------- | ------------------ | ---------------------- |
| 1    | 2017年6月16日  | ISBN 978-4-7580-7693-7                                           | 2018年5月28日      | ISBN 978-957-26-0809-8 |
| 2    | 2017年10月18日 | ISBN 978-4-7580-7739-2                                           | 2019年11月25日     | ISBN 978-957-26-0810-4 |
| 3    | 2018年4月18日  | ISBN 978-4-7580-7804-7                                           | 2020年3月19日      | ISBN 978-957-26-2738-9 |
| 4    | 2018年11月15日 | ISBN 978-4-7580-7868-9                                           | 2023年3月2日       | ISBN 978-957-26-4362-4 |
| 5    | 2019年6月18日  | ISBN 978-4-7580-7948-8                                           |                    |                        |
| 6    | 2020年1月17日  | ISBN 978-4-7580-2075-6                                           |                    |                        |
| 7    | 2020年9月18日  | ISBN 978-4-7580-2161-6                                           |                    |                        |
| 8    | 2021年4月16日  | ISBN 978-4-7580-2242-2                                           |                    |                        |
| 9    | 2021年11月18日 | ISBN 978-4-7580-2325-2                                           |                    |                        |
| 10   | 2022年5月18日  | ISBN 978-4-7580-2413-6（一般版）ISBN 978-4-7580-2414-3（特裝版） |                    |                        |
| 11   | 2022年11月17日 | ISBN 978-4-7580-2472-3                                           |                    |                        |
| 12   | 2023年5月17日  | ISBN 978-4-7580-2537-9                                           |                    |                        |
| 16   | 2024年1月17日  | ISBN 978-4-7580-2646-8                                           |                    |                        |

## 迴響
本作獲得下一部人氣漫畫大賞2018紙本漫畫類別第17名，也分別獲得BOOK☆WALKER Global 2019、2020年度排行榜漫畫類別第17、19名。

## 電視動畫
2022年5月14日日本時間晚上8點，於一迅社的官方YouTube頻道播出漫畫第10卷發售紀念特別節目，出席聲優包括在宣傳片中飾演白木陽芽的小倉唯和飾演綾小路美月的上坂堇。節目中正式宣布改編為電視動畫，由Passione與Studio Lings共同擔任動畫製作。

### 製作人員
- 原作：未幡
- 導演：三瓶聖（さんぺい聖）
- 人物設定：岩崎泰介（岩崎たいすけ）
- 監製：infinite
- 音響監督: 納谷僚介
- 音樂: 大橋恵
- 音樂製作: 日本古倫美亞
- 動畫製作：Passione、Studio Lings[13]

### 主題曲
片頭曲

編曲、作曲：瀧澤俊輔，作詞、主唱：小倉唯
片尾曲

作詞、作曲：YAMATSU，編曲：設樂哲也，主唱：白鷺陽芽（小倉唯）、綾小路美月（上坂堇）

### 各話列表
| 話數   | 日文標題 | 中文標題                   | 腳本   | 分鏡           | 演出                                   | 作畫監督 | 總作畫監督                                                  | 首播日期      |
| ------ | -------- | -------------------------- | ------ | -------------- | -------------------------------------- | --- | ----------------------------------------------------------- | ------------- |
| 第1話  |          | 歡迎來到莉貝女子學園！     | 林直樹 | 三瓶聖         | 北村充基                               | 岩崎泰介、原田峰文、小林史緒里、鈴木健史                                                                                               | 岩崎泰介                                                    | 2023年 4月6日 |
| 第2話  |          | 大家一起接待客人吧         | 林直樹 | 森本育郎       | 間島崇寬                               | 小橋陽介、佐藤好、Zearth Sato、櫻井拓郎                                                                                                | 岩崎泰介、、日向晴香                                        | 4月13日       |
| 第3話  |          | 該相信什麼才好呢？         | 林直樹 | 高橋成世       | 深瀨重                                 | 郁山想、柿畑文乃、酒井KEI、清水拓磨、Zearth Sato                                                                                       | 岩崎泰介、徳田拓也、原田峰文、富岡寬                        | 4月20日       |
| 第4話  |          | 最討厭了                   | 林直樹 | RoydenB        | 北村充基                               | 郁山想、齊藤香織、清水拓磨、谷本馨 | 岩崎泰介、徳田拓也、冨岡寛                                  | 4月27日       |
| 第5話  |          | 如果能重來的話             | 林直樹 | 北村充基       | 加藤峻一                               | 輿石暁、小林史緒里、佐藤好、築山翔太、 鈴木健史、北島勇樹、小橋陽介、福島達也、磯野智                                                  | 岩崎泰介、 冨岡寛、渡辺浩二、原田峰文                       | 5月4日        |
| 第6話  |          | 謊言是不需要的嗎？         | 林直樹 | 佐野隆史       | 池田重隆                               | 郁山想、清水拓磨、酒井KEI、Zearth Sato、 磯野智、櫻井拓哉、小提悠香、苗木陽子                                                          | 岩崎泰介、、徳田拓也、冨岡寛                                | 5月11日       |
| 第7話  |          | 你說辣妹嗎？               | 林直樹 | 高橋成世       | 小森輝史、萩野竜也                     | 安彦守、岩田幸子、笠野充志、輿石暁、 小橋陽介、鈴木健史、西川真人、吉岡敏幸、 菊池華子、鷲田敏弥、陳伊莎、鬼冢塵葬、原涵妮、 EN.studio | 岩崎泰介、水上ろんど、冨岡寛、 日向晴香、渡辺浩二、柿畑文乃 | 5月18日       |
| 第8話  |          | 要投給誰呢？               | 林直樹 | 間島崇寛       | 嵯峨敏                                 | 郁山想、清水拓磨、磯野智、李杰、 孫建清、南方、王川、陳晟                                                                              | 岩崎泰介、徳田拓也、原田峰文、水上ろんど                    | 5月25日       |
| 第9話  |          | 只屬於我一個人的           | 林直樹 | 佐野隆史       | 北村充基、加藤峻一、萩野竜也、小森輝史 | 山根あおい、LAZZ、紺野みすみ、梅澤茉里、 櫻井梨恵子、佐藤好、鈴木健史、西川真人、 小林史緒里、郁山想、Zearth Sato、EN.studio           | 岩崎泰介、水上ろんど、冨岡寛、渡辺浩二                      | 6月1日        |
| 第10話 |          | 要被摧毀了嗎？             | 林直樹 | まついひとゆき | 池端隆史                               | 郁山想、清水拓磨、Zearth Sato、王梦灵、EverGreen                                                                                       | 岩崎泰介、徳田拓也、原田峰文                                | 6月8日        |
| 第11話 |          | 布魯梅・德・莉蓓           | 林直樹 | 高橋成世       | 鳥羽聡                                 | 和泉百香、西道拓哉、福井麻記、渡辺舞                                                                                                   | 岩崎泰介、水上ろんど、日向晴香、渡辺浩二、冨岡寛            | 6月15日       |
| 第12話 |          | 歡迎來到夏天的莉蓓女子學園 | 林直樹 | 森本育郎       | 間島崇寛、加藤峻一                     | 郁山想、柿畑文乃、小橋陽介、小林史緒里、清水拓磨、Zearth Sato、王夢霊、麻薯                                                            | 岩崎たいすけ、徳田拓也、原田峰文                            | 6月22日       |

### 播映平台
| 播映地區 | 播映平台       | 播映日期              | 播映時間              | 備註 |
| -------- | -------------- | --------------------- | --------------------- | ---- |
| 臺灣     | 巴哈姆特動畫瘋 | 2023年4月6日－6月22日 | 星期二 22:30（UTC+8） |      |
| 臺灣     | 中華電信MOD    | 2023年4月6日－6月22日 | 星期二 22:30（UTC+8） |      |
| 臺灣     | Hami Video     | 2023年4月6日－6月22日 | 星期二 22:30（UTC+8） |      |
| 臺灣     | friDay影音     | 2023年4月6日－6月22日 | 星期二 22:30（UTC+8） |      |
| 臺灣     | LINE TV        | 2023年4月6日－6月22日 | 星期二 22:30（UTC+8） |      |
| 臺灣     | KKTV           | 2023年4月6日－6月22日 | 星期二 22:30（UTC+8） |      |
| 臺灣     | PILI線上看     | 2023年4月6日－6月22日 | 星期二 22:30（UTC+8） |      |

## 外部連結
- 官方网站（日語）
- 電視動畫官方網站（日語）
- 電視動畫的X（前Twitter）（日語）